# Shunde
Shunde (en chino: 顺德区, pinyin: Shùndé qū, también: Shuntak en cantonés) es una ciudad-distrito bajo la administración directa de la ciudad-prefectura de Foshan. Se ubica al suroeste de Panyu en la Provincia de Cantón, República Popular China. Su área es de 806 km² y su población es de 1 200 000 (98% han).
El código postal es el 528300 y el de área 757.

## Administración
El distrito de Shunde se divide en 4 subdistritos y 6 poblados:
| Nombre              | Chino    | Pinyin         |
| ------------------- | -------- | -------------- |
| Subdistrito Daliang | 大良街道 | Dàliáng Jiēdào |
| Subdistrito Ronggui | 容桂街道 | Róngguì Jiēdào |
| Subdistrito Leliu   | 勒流街道 | Lēiliú Jiēdào  |
| Subdistrito Lunjiao | 伦教街道 | Lúnjiào Jiēdào |
| Poblado Beijiao     | 北滘镇   | Běijiào Zhèn   |
| Poblado Lecong      | 乐从镇   | Lècóng Zhèn    |
| Poblado Jun'an      | 均安镇   | Jūn'ān Zhèn    |
| Poblado Xingtan     | 杏坛镇   | Xìngtán Zhèn   |
| Poblado Chencun     | 陈村镇   | Chéncūn Zhèn   |
| Poblado Longjiang   | 龙江镇   | Lóngjiāng Zhèn |

## Economía
Desde la reforma económica, la fabricación industrial y el desarrollo han ido en aumento, especialmente la fabricación de muebles y aparatos eléctricos. Algunas marcas famosas chinas del continente de productos como Kelon (科龙) o Midea son de este distrito.
Gracias a su excelente posición geográfica la agricultura es excelente y le distrito se está convirtiendo en uno de los condados más ricos de la provincia.

## Clima
Debido a su posición geográfica, los patrones climáticos en la siguiente tabla son los mismos de Cantón.
| Parámetros climáticos promedio de Shunde (1971–2000) | Parámetros climáticos promedio de Shunde (1971–2000) | Parámetros climáticos promedio de Shunde (1971–2000) | Parámetros climáticos promedio de Shunde (1971–2000) | Parámetros climáticos promedio de Shunde (1971–2000) | Parámetros climáticos promedio de Shunde (1971–2000) | Parámetros climáticos promedio de Shunde (1971–2000) | Parámetros climáticos promedio de Shunde (1971–2000) | Parámetros climáticos promedio de Shunde (1971–2000) | Parámetros climáticos promedio de Shunde (1971–2000) | Parámetros climáticos promedio de Shunde (1971–2000) | Parámetros climáticos promedio de Shunde (1971–2000) | Parámetros climáticos promedio de Shunde (1971–2000) | Parámetros climáticos promedio de Shunde (1971–2000) |
| Mes                                                  | Ene.                                                 | Feb.                                                 | Mar.                                                 | Abr.                                                 | May.                                                 | Jun.                                                 | Jul.                                                 | Ago.                                                 | Sep.                                                 | Oct.                                                 | Nov.                                                 | Dic.                                                 | Anual                                                |
| ---------------------------------------------------- | ---------------------------------------------------- | ---------------------------------------------------- | ---------------------------------------------------- | ---------------------------------------------------- | ---------------------------------------------------- | ---------------------------------------------------- | ---------------------------------------------------- | ---------------------------------------------------- | ---------------------------------------------------- | ---------------------------------------------------- | ---------------------------------------------------- | ---------------------------------------------------- | ---------------------------------------------------- |
| Temp. máx. media (°C)                                | 18.3                                                 | 18.5                                                 | 21.6                                                 | 25.7                                                 | 29.3                                                 | 31.5                                                 | 32.8                                                 | 32.7                                                 | 31.5                                                 | 28.8                                                 | 24.5                                                 | 20.6                                                 | 26.3                                                 |
| Temp. mín. media (°C)                                | 10.3                                                 | 11.7                                                 | 15.2                                                 | 19.5                                                 | 22.7                                                 | 24.8                                                 | 25.5                                                 | 25.4                                                 | 24.0                                                 | 20.8                                                 | 15.9                                                 | 11.5                                                 | 18.9                                                 |
| Lluvias (mm)                                         | 40.9                                                 | 69.4                                                 | 84.7                                                 | 201.2                                                | 283.7                                                | 276.2                                                | 232.5                                                | 227.0                                                | 166.2                                                | 87.3                                                 | 35.4                                                 | 31.6                                                 | 1736.1                                               |
| Días de lluvias (≥ 0.1 mm)                           | 7.5                                                  | 11.2                                                 | 15.0                                                 | 16.3                                                 | 18.3                                                 | 18.2                                                 | 15.9                                                 | 16.8                                                 | 12.5                                                 | 7.1                                                  | 5.5                                                  | 4.9                                                  | 149.2                                                |
| Horas de sol                                         | 118.5                                                | 71.6                                                 | 62.4                                                 | 65.1                                                 | 104.0                                                | 140.2                                                | 202.0                                                | 173.5                                                | 170.2                                                | 181.8                                                | 172.7                                                | 166.0                                                | 1628.0                                               |
| Humedad relativa (%)                                 | 72                                                   | 78                                                   | 82                                                   | 84                                                   | 84                                                   | 84                                                   | 82                                                   | 82                                                   | 78                                                   | 72                                                   | 66                                                   | 66                                                   | 77.5                                                 |
| Fuente: China Meteorological Administration          |                                                      |                                                      |                                                      |                                                      |                                                      |                                                      |                                                      |                                                      |                                                      |                                                      |                                                      |                                                      |                                                      |